# Lycée de la Côtière
Le lycée de la Côtière est un lycée basé à La Boisse dans la région de la Côtière dans l'Ain en France.

## Histoire
Création de l'architecte Pierre Barillot, le lycée est inauguré le 4 mai 1999 mais ouvre ses portes aux élèves dès la rentrée de septembre 1998. Entre septembre 1998 et mai 2019, environ 8 000 élèves ont fréquenté le lycée.
En décembre 2018, 300 élèves du lycée manifestent dans le cadre du mouvement des Gilets jaunes.
En 2020, un important mouvement de protestation s'est déroulé pour s'opposer aux classes surchargées,.
En juin 2021, la gare routière entièrement rénovée, située devant le lycée, est livrée.

## Cinéma
Le lycée apparaît dans le film Les Lyonnais d'Olivier Marchal : l'entrée principale devient alors l'accueil d'une clinique dans laquelle se trouve Serge Suttel (Tchéky Karyo), surveillé par la police. La scène consiste en l'exfiltration par le gang des Lyonnais de Serge Suttel.